# Анібаль Пас
Анібаль Пас (ісп. Aníbal Paz, нар. 21 травня 1917, Монтевідео — пом. 21 березня 2013, Монтевідео) — уругвайський футболіст, що грав на позиції воротаря. По завершенні ігрової кар'єри — футбольний тренер.
Виступав, зокрема, за клуб «Насьйональ», а також національну збірну Уругваю.
Дев'ятиразовий чемпіон Уругваю. У складі збірної — володар Кубка Америки. чемпіон світу. 

## Клубна кар'єра
Народився 21 травня 1917 року в місті Монтевідео. Вихованець футбольної школи клубу «Ліверпуль» (Монтевідео).
У дорослому футболі дебютував 1937 року виступами за команду клубу «Белья Віста», в якій провів один сезон. 
1938 року перейшов до клубу «Насьйональ», за який відіграв 16 сезонів.  Більшість часу, проведеного у складі «Насьйоналя», був основним голкіпером команди. За цей час дев'ять разів виборював титул чемпіона Уругваю. Завершив професійну кар'єру футболіста виступами за команду «Насьйональ» (Монтевідео) у 1953 році.

## Виступи за збірну
1940 року дебютував в офіційних матчах у складі національної збірної Уругваю. Протягом кар'єри у національній команді, яка тривала 11 років, провів у формі головної команди країни 22 матчі, пропустивши 31 гол.
У складі збірної був учасником чемпіонату світу 1950 року у Бразилії, здобувши того року титул чемпіона світу.

## Кар'єра тренера
Розпочав тренерську кар'єру, повернувшись до футболу після тривалої перерви, 1969 року, увійшовши до тренерського штабу клубу «Насьйональ». Досвід тренерської роботи обмежився цим клубом, в якому він займався підготовкою воротарів.
Помер 21 березня 2013 року на 96-му році життя у місті Монтевідео.

## Титули і досягнення
- Чемпіон Уругваю (9):

«Насьйональ»:  1939, 1940, 1941, 1942, 1943, 1946, 1947, 1950, 1952
- Чемпіон Південної Америки: 1942
- Срібний призер Чемпіонату Південної Америки: 1939, 1941
- Чемпіон світу: 1950